# Nicolás Suárez (provins)

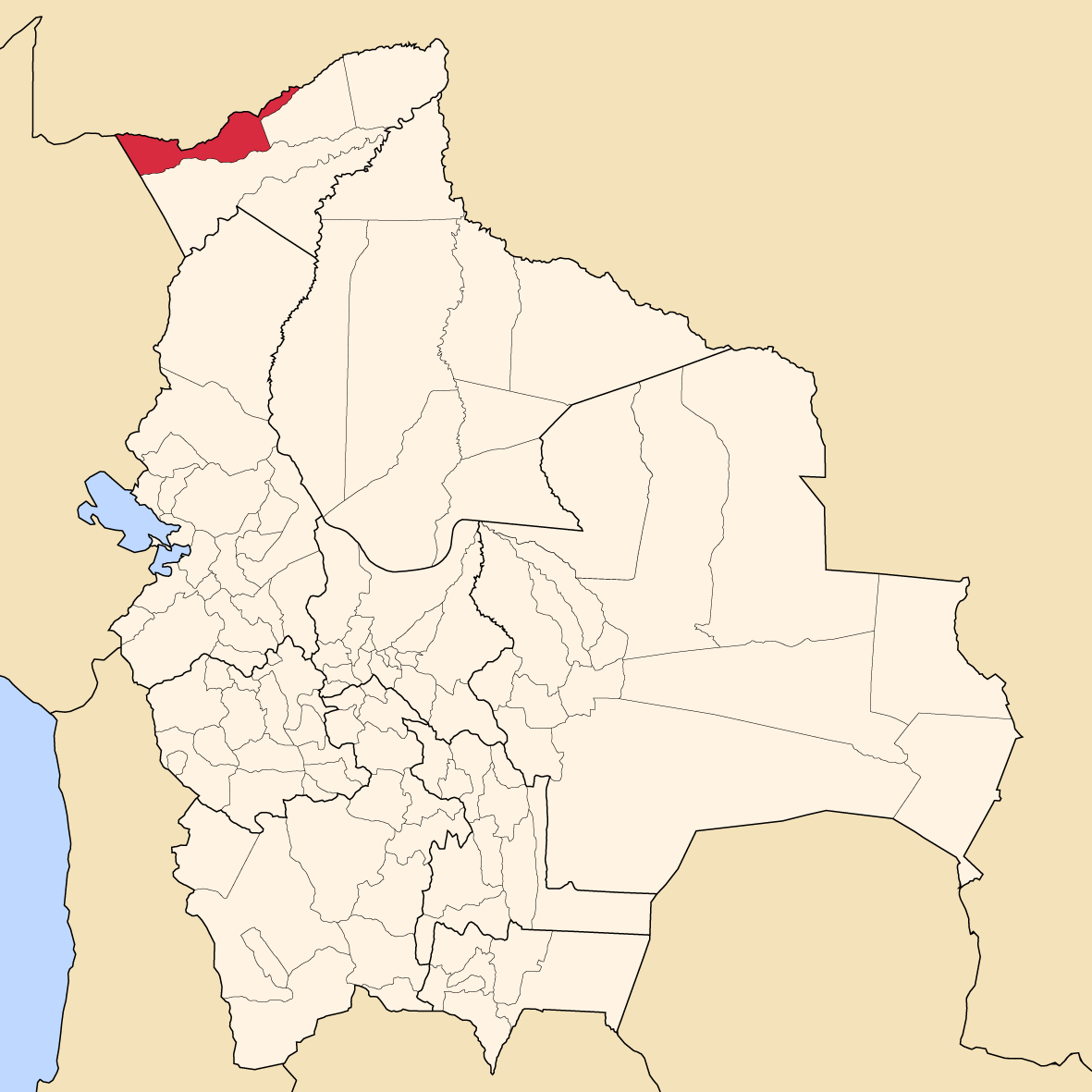
Provinsens läge i Bolivia

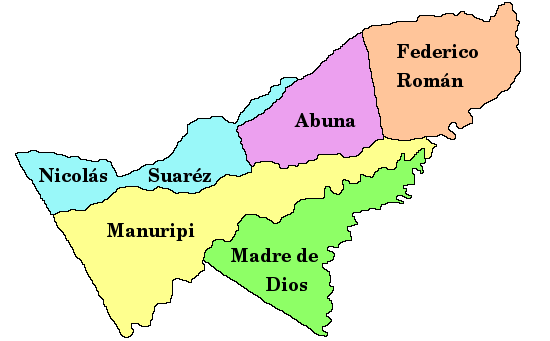
Provinser i Pando

Nicolás Suárez är en provins i departementet Pando i Bolivia. Den administrativa huvudorten är Cobija.